# کاواجیک (بایبورد)
کاواجیک (به ترکی استانبولی: Kavacık) (به کردی: Qalbolas) یک منطقهٔ مسکونی در ترکیه است که در بایبورد واقع شده‌است. کاواجیک ۷۵ نفر جمعیت دارد.